# Survivor Series (1999)
Survivor Series 1999 fue la decimotercera edición del Survivor Series, un evento page-por-ver de lucha libre profesional producido por la World Wrestling Federation (WWF). Tuvo lugar el 14 de noviembre de 1999 en el Joe Louis Arena en Detroit, Míchigan.

## Resultados
- (4 on 4)Tradicional Survivor Series match: The Godfather, D'Lo Brown & The Headbangers (Mosh & Thrasher) (c/The Hos) derrotaron a The Dudley Boyz (Bubba Ray & D-Von) & The Acolytes (Faarooq & Bradshaw) (9:36)

| N.º de eliminación | Luchador               | Equipo                         | Eliminado por          | Técnica de eliminación                                       | Tiempo                 |
| ------------------ | ---------------------- | ------------------------------ | ---------------------- | ------------------------------------------------------------ | ---------------------- |
| 1                  | Mosh                   | Headbangers, Brown & Godfather | Bradshaw               | "Clothesline from Hell"                                      | 3:40                   |
| 2                  | Thrasher               | Headbangers, Brown & Godfather | Bubba Ray Dudley       | "3D"                                                         | 4:57                   |
| 3                  | Bradshaw               | APA & Dudleyz                  | Ninguno                | Fue descalificado tras pegar a Brown con una silla de acero. | 5:52                   |
| 4                  | Faarooq y D-Von Dudley | APA & the Dudleyz              | Ninguno                | Fue descalificado por cuenta de fuera                        | 6:45                   |
| 5                  | Bubba Ray Dudley       | APA & Dudleyz                  | D'Lo Brown             | "Ho Train" de Godfather y un "Lo Down"                       | 9:36                   |
| Supervivientes:    | Godfather & D'Lo Brown | Godfather & D'Lo Brown         | Godfather & D'Lo Brown | Godfather & D'Lo Brown                                       | Godfather & D'Lo Brown |
- Kurt Angle derrotó a Shawn Stasiak (5:56)
  - Angle cubrió a Stasiak después de aplicarle una "Olympic Slam".
  - Este fue el debut de Kurt Angle en la WWF.
- (4 on 4)Tradicional Survivor Series match: Val Venis, Mark Henry, Gangrel & Steve Blackman derrotaron a The British Bulldog & the Mean Street Posse (Rodney, Pete Gas & Joey Abs) (9:10)

| N.º de eliminación | Luchador               | Equipo                           | Eliminado por          | Técnica de eliminación      | Tiempo                 |
| ------------------ | ---------------------- | -------------------------------- | ---------------------- | --------------------------- | ---------------------- |
| 1                  | Pete Gas               | Bulldog & Mean Street Posse      | Steve Blackman         | "Bicycle Kick"              | 2:56                   |
| 2                  | Rodney                 | Bulldog & Mean Street Posse      | Gangrel                | "Impaler DDT"               | 4:21                   |
| 3                  | Joey Abs               | Bulldog & Mean Street Posse      | Mark Henry             | "Big splash"                | 6:02                   |
| 4                  | Gangrel                | Venis, Henry, Gangrel &Blackman  | British Bulldog        | "Superplex"                 | 6:46                   |
| 5                  | Steve Blackman         | Venis, Henry, Gangrel & Blackman | British Bulldog        | "Fisherman Suplex"          | 7:32                   |
| 6                  | British Bulldog        | Bulldog & Mean Street Posse      | Mark Henry y Val Venis | "Big Splash" y "Money Shot" | 9:10                   |
| Supervivientes:    | Mark Henry & Val Venis | Mark Henry & Val Venis           | Mark Henry & Val Venis | Mark Henry & Val Venis      | Mark Henry & Val Venis |
- Mae Young, The Fabulous Moolah, Tori & Debra derrotaron a Ivory, Luna, Jacqueline & Terri Runnels (1:53)
  - Moolah cubrió a Ivory después de un "Leaping big splash".
  - El combate comenzó después de que Moolah y Young atacaran a Ivory.
  - Moolah y Young cubrieron a Ivory mientras está sostenía el título en sus brazos.
- Kane derrotó a X-Pac por descalificación (4:14)
  - X-Pac fue descalificado después de que D-Generation X apareciera en el ring y atacara a Kane.
- (1 on 4) Tradicional Survivor Series match en desventaja: The Big Show derrotó a The Big Boss Man, Prince Albert, Mideon & Viscera (1:27)

| N.º de eliminación | Luchador      | Equipo                             | Eliminado por | Técnica de eliminación                | Tiempo       |
| ------------------ | ------------- | ---------------------------------- | ------------- | ------------------------------------- | ------------ |
| 1                  | Mideon        | Mideon, Viscera, Boss Man & Albert | The Big Show  | "Chokeslam"                           | 0:18         |
| 2                  | Prince Albert | Mideon, Viscera, Boss Man & Albert | The Big Show  | "Chokeslam"                           | 0:30         |
| 3                  | Viscera       | Mideon, Viscera, Boss Man & Albert | The Big Show  | Bodyslam y "Chokeslam"                | 0:55         |
| 4                  | Big Bossman   | Mideon, Viscera, Boss Man & Albert | Ninguno       | Fue descalificado por cuenta de fuera | 1:27         |
| Supervivientes:    | The Big Show  | The Big Show                       | The Big Show  | The Big Show                          | The Big Show |
- - Kaientai (TAKA Michinoku & Funaki) & The Blue Meanie eran originalmente los compañeros de Big Show, pero él los atacó antes del PPV porque quería luchar solo.
- Chyna (con Miss Kitty) derrotó a Chris Jericho, reteniendo el Campeonato Intercontinental de la WWF (13:45)
  - Chyna cubrió a Jericho después de un "low blow" y un "Pedigree" desde la tercera cuerda.
  - Durante la lucha Kitty intervino a favor de Chyna distrayendo al árbitro mientras esta le conectaba un “low blow”.
  - Si Chyna ganaba Jericho tenía que hacerse un cambio de género, sin embargo si Jericho ganaba Chyna no podía pedir una revancha o ser contendiente al campeonato durante el reinado de Jericho.
- (4 on 4)Tradicional Survivor Series match: Too Cool (Grand Master Sexay & Scotty 2 Hotty) &y The Hollys (Hardcore & Crash) derrotaron a Edge & Christian & The Hardy Boyz (Matt & Jeff) (con Terri Runnels) (14:26)

| N.º de eliminación | Luchador           | Equipo                    | Eliminado por      | Técnica de eliminación | Tiempo         |
| ------------------ | ------------------ | ------------------------- | ------------------ | ---------------------- | -------------- |
| 1                  | Edge               | Hardyz & Edge & Christian | Hardcore Holly     | "Schoolboy"            | 6:06           |
| 2                  | Matt Hardy         | Hardyz & Edge & Christian | Scotty 2 Hotty     | "Diving DDT"           | 6:22           |
| 3                  | Scotty 2 Hotty     | Too Cool & Hollys         | Jeff Hardy         | "450° Splash"          | 10:11          |
| 4                  | Jeff Hardy         | Hardyz & Edge & Christian | Grand Master Sexay | "Tennessee Jam"        | 11:34          |
| 5                  | Grand Master Sexay | Too Cool & Hollys         | Christian          | "Diving Reverse DDT"   | 11:45          |
| 6                  | Crash Holly        | Too Cool & Hollys         | Christian          | "Impaler"              | 13:58          |
| 7                  | Christian          | Hardyz & Edge & Christian | Hardcore Holly     | "Victory Roll"         | 14:26          |
| Supervivientes:    | Hardcore Holly     | Hardcore Holly            | Hardcore Holly     | Hardcore Holly         | Hardcore Holly |
- The New Age Outlaws (Mr. Ass & Road Dogg) derrotaron a Al Snow & Mankind, reteniendo el Campeonato en Parejas de la WWF (13:59)
  - Mr. Ass cubrió a Mankind después de una "Spike Piledriver".
- The Big Show derrotó a Triple H y The Rock, ganando el Campeonato de la WWF (16:15) 
  - Big Show cubrió a Triple H después de una "Chokeslam", luego de que Mr. McMahon usó el campeonato, para atacar a Triple H.
  - Big Show estaba sustituyendo a Steve Austin, quien había sido atropellado por un coche cerca del espectáculo (Kayfabe).

## Otros roles
| Comentaristas - Jim Ross - Jerry "The King" Lawler Comentaristas en español - Carlos Cabrera - Hugo Savinovich Entrevistadores - Kevin Kelly - Michael Cole - Lilian García Anunciadores - Howard Finkel | Árbitros - Earl Hebner - Jim Korderas - Teddy Long - Mike Chioda - Tim White |